# Konrad Ernst von Goßler
Konrad Ernst von Goßler (né le 28 décembre 1848 à Potsdam et mort le 7 février 1933 à Eisenach) est un général d'infanterie prussien et gouverneur de la forteresse de Mayence de 1908 à 1910.

## Biographie
Konrad Ernst von Goßler est issu d'une famille (de) probablement originaire de Gosel dans l'Egerland et immigré à Gürth avant 1630. Il est le fils du chancelier du royaume de Prusse Karl Gustav von Goßler (1810-1885), syndicat de la Couronne et président du tribunal régional supérieur de Königsberg, et de son épouse Sophie, née von Mühler (1816-1877). Elle est la fille du ministre de la Justice Heinrich Gottlob von Mühler (1780-1857). Trois autres fils sont nés de ce mariage : le ministre prussien des Affaires spirituelles, éducatives et médicales et haut président de la province de Prusse-Occidentale Gustav (1838-1902), le ministre de la Guerre prussien et général d'infanterie Heinrich (1841-1927) et le lieutenant général prussien Wilhelm von Goßler (de) (1850-1928).

### Carrière militaire
Goßler passe son Abitur au lycée de Königsberg et est entre le 13 mars 1868 dans le 2e régiment de grenadiers de la Garde de l'armée prussienne en tant que porte-drapeau. Après une formation d'enseigne (1869) et de sous-lieutenant (1870), il est affecté au 1er bataillon « Hamm » pendant la guerre franco-prussienne. Le 13 août 1870, Goßler intègre le 2e régiment de grenadiers de la Garde de la Landwehr, à Selz près de Rastatt de l'autre côté du Rhin. Il participe au siège de Strasbourg et est récompensé de la croix de fer de 2e classe pour avoir repoussé le grand assaut le 2 septembre 1870. Plus tard, il participe au siège de Paris.
Après la guerre, il est adjudant d'un bataillon de fusiliers et est transféré au 4e régiment à pied de la Garde. En septembre 1892, il devient commandant de bataillon dans le 109e régiment de grenadiers (de). Le 17 février 1894, il est transféré à l'état-major général de l'armée et est chargé des affaires du chef d'état-major général du 6e corps d'armée. Le 14 mai 1894, il est nommé chef. Le 6 février 1897, Goßler est retourné au service des troupes et commande le 4e régiment à pied de la Garde jusqu'au 17 avril 1900. Promu ensuite au rang de major général, il devient inspecteur des écoles d'infanterie (de). Entre le 19 mai 1903 et le 15 avril 1908, il commande la 11e division d'infanterie à Breslau. De 1908 jusqu'à la fin prévue de sa carrière en 1910, il est gouverneur de la forteresse de Mayence.
Cependant, lorsque le 2 août 1914, premier jour de Mobilisation de la Première Guerre mondiale, un ordre du cabinet le nomme général commandant du 6e corps de réserve en Silésie. D'un point de vue militaire, il connait déjà la Silésie, puisqu'il y est chef d'état-major pendant trois ans et a commandé la 11e division d'infanterie à Breslau pendant cinq ans.
Le 10 février 1917, à l'âge de 68 ans, Gossler prend sa retraite en recevant l'ordre du Mérite de la couronne de Prusse avec épées et sa position à la suite du 2e régiment de grenadiers est abrogé.

### Famille
Goßler épouse le 7 août 1878 à Berlin Klara Klaatsch (1857-1931). Elle est la fille du conseil médical secret prussien August Klaatsch, un arrière-petit-fils du médecin berlinois et citoyen d'honneur Ernst Ludwig Heim, et de son épouse Julie, née Schwendler. Le mariage donne quatre filles.

## Décorations
- Pour le Mérite le 12 août 1916
- Grand-croix de l'ordre de l'Aigle rouge avec feuilles de chêne le 18 janvier 1908
- Ordre de la Couronne de 1re classe
- Croix de chevalier de 1re classe de l'ordre du Lion de Zaeringen
- Grand-croix de l'ordre d'Henri le Lion
- Grand-croix avec couronne de l'ordre de Philippe le 19 mars 1910
- Croix de chevalier de 1re classe de l'ordre de Louis de Hesse
- Grand-croix de l'ordre d'Albert avec l'étoile en or et épées le 15 décembre 1915
- Grand-croix avec épées de l'ordre de la Maison ernestine de Saxe le 1er avril 1915
- Commandeur de l'ordre de la Couronne de Wurtemberg
- Grand-croix de l'ordre du Soleil levant
- Croix de grand officier de l'ordre du Trésor sacré
- Grand commandeur de l'ordre de la Couronne d'Italie
- Grand-croix de l'ordre François-Joseph
- Grand officier de l'ordre du Lion et du Soleil le 31 mai 1902
- Ordre russe de Sainte Anne de 2e classe

## Travaux
- mit Julius von Verdy du Vernois: Studien über Truppenführung. 3 Teile, Mittler, Berlin 1889.
- Graf Albrecht v. Roon: Königlich Preußischer General-Feldmarschall. Mittler, Berlin 1903.
- mit Julius von Verdy du Vernois und William Gerlach: Study in the leading of troops. Hudson Press, 1906.
- Erinnerungen an den Großen Krieg dem VI. Reservekorps gewidmet. Korn, Breslau 1919.